# Trifurcula
Trifurcula is een geslacht van vlinders van de familie van de dwergmineermotten (Nepticulidae).

## Soorten
- T. aegilopidella Klimesch, 1978
- T. angustivalva Varenne & Nel, 2016
- T. anthyllidella Klimesch, 1975
- T. aureacorsa Varenne & Nel, 2016
- T. atrifrontella Stainton, 1851
- T. aurella Rebel, 1933
- T. austriaca van Nieukerken, 1990
- T. baldensis A. & Z. Laštůvka, 2005
- T. barbertonensis Scoble, 1980
- T. beirnei Puplesis, 1984
- T. bicolorella (Chrétien, 1915)
- T. calycotomella A. & Z. Laštůvka, 1997
- T. chamaecytisi A. & Z. Laštůvka, 1994
- T. coronillae van Nieukerken, 1990
- T. corothamni Z. & A. Laštůvka, 1994
- T. cryptella (Stainton, 1856) - eenvlekrolklavermineermot
- T. cytisanthi A. & Z. Laštůvka, 2005
- T. deschkai Klimesch, 1978
- T. etnensis A. & Z. Laštůvka, 2005
- T. eurema (Tutt, 1899) - gebandeerde rolklavermineermot
- T. graeca Z. & A. Laštůvka, 1998
- T. griseella Wolff, 1957
- T. groschkei (Skala, 1943)
- T. guercheae Varenne & Nel, 2019
- T. iberica van Nieukerken, 1990
- T. immundella (Zeller, 1839) - gewone drievorkmot
- T. incognitella Toll, 1936
- T. josefklimeschi van Nieukerken, 1990
- T. lastuvkaorum Varenne & Nel, 2019
- T. luteloides Nel & Varenne, 2020
- T. luteola van Nieukerken, 1990
- T. macedonica Z. & A. Laštůvka, 1998
- T. manygoza van Nieukerken, A. & Z. Laštůvka, 2007
- T. maxima Klimesch, 1953
- T. mediocorsa Varenne & Nel, 2017
- T. moravica Z. & A. Laštůvka, 1994
- T. obrutella Zeller, 1873
- T. orientella Klimesch, 1953
- T. ortneri (Klimesch, 1951)
- T. pallidella (Duponchel, 1843)
- T. peloponnesica van Nieukerken, 2007
- T. pullus Scoble, 1980
- T. puplesisi van Nieukerken, 1990
- T. ridiculosa (Walsingham, 1908)
- T. rodella Svensson, 1982
- T. rufifrontella  Caradja, 1920
- T. serotinella Herrich-Schäffer, 1855
- T. silviae van Nieukerken, 1990
- T. squamatella Stainton, 1849 - grote drievorkmot
- T. subnitidella (Duponchel, 1843) - geelvlekdrievorkmot
- T. terebinthivora Klimesch, 1975
- T. trasaghica A. & Z. Laštůvka, 2005
- T. victoris van Nieukerken, 1990